# Gabrje pri Ilovi Gori
Gabrje pri Ilovi Gori – wieś w Słowenii, w gminie Grosuplje. 1 stycznia 2017 liczyła 30 mieszkańców.